# Антиформа

антиформа (енгл. anti-form), термин настао касних 1960-их, примјењен на одређене врсте савремених дјела која реагују на традиционалне форме, материјале и методе умјетничког стварања — арте повера, ленд арт, неке врсте концептуалне умјетности и, на примјер, ране „привремене, нефиксиране, еластичне” скулптуре Ричарда Сере. Роберт Морис, који је написао чланак под насловом „Анти-форма” (Anti-Form) у издању Артфорума из априла 1968. године, дефинисао је термин као „покушај да се противрјечи нечијем укусу”. Природа материјала значи да сама форма више није тачно фиксирана или одређена. Ово је такође суштинско за рад одређених кинетичких умјетника као што су Лижија Кларки и Мира Шендал.